# Malthodes hellenicus
Malthodes hellenicus es una especie de coleóptero de la familia Cantharidae.

## Distribución geográfica
Habita en Grecia.